# Easdale
Easdale, en gaélique écossais Eilean Eisdeal, est une île du Royaume-Uni située en Écosse, dans les îles Slate qui font partie des Hébrides intérieures. Easdale se situe dans la mer des Hébrides et fait partie du council area d'Argyll and Bute.

## Géographie

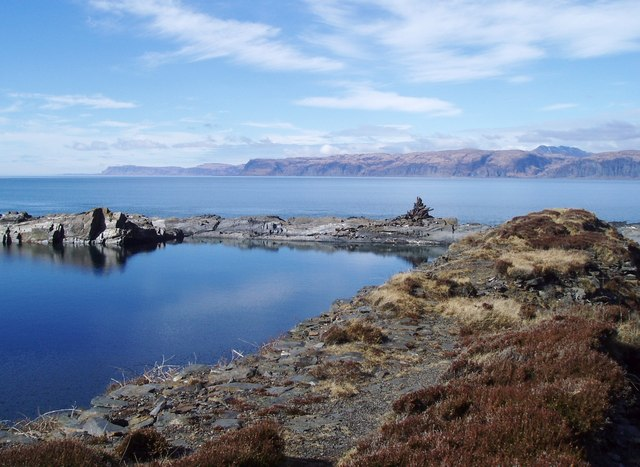
Carrière d'ardoise inondée sur Easdale avec Mull au dernier plan.

Easdale se trouve dans le Firth of Lorn, un fjord qui sépare l'île de Mull du reste de l'Écosse. Administrativement, elle fait partie du council area d'Argyll and Bute.
C'est la plus petite île habitée des Hébrides intérieures.
Un bac assure la liaison entre Easdale et Ellenabeich sur l'île voisine de Seil, séparée d'Easdale par un étroit chenal de 200 mètres de largeur. Cette proximité a parfois fait confondre Ellenabeich avec Easdale.
Easdale est une île sans voiture. 

## Histoire

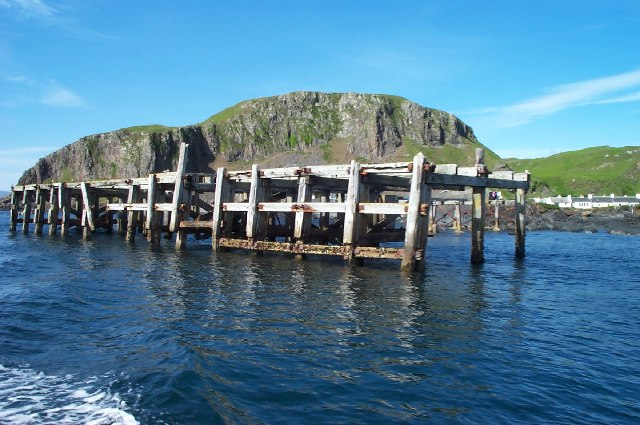
Vue de la jetée qui permettait de charger les ardoises sur les bateaux.

Le nom des îles Slate, littéralement « îles d'ardoise », provient de la géologie du terrain. En effet, le sol de ces îles est constitué d'ardoises qui sont extraites sur Easdale dans sept carrières, depuis le XVIIe siècle jusque dans les années 1950. Au plus fort de la production d'ardoise, qui s'exporte alors dans toute l'Écosse et jusqu'en Irlande, la population de l'île s'élève à plus de 500 individus. Certaines carrières descendent sous le niveau de la mer et c'est leur inondation qui provoque le déclin de cette industrie. Ainsi, au début des années 1960, seules quatre personnes vivent sur l'île.
Aujourd'hui, les 60 habitants de l'île se sont désormais tournés vers le tourisme et font fonctionner un écomusée. Une soixantaine de personnes, surtout des écossais, ont en outre une résidence secondaire sur Easdale. Beaucoup d'habitations se sont reconverties dans les Bed and Breakfast.
L'île jouit d'une très bonne vitalité économique et démographique : parmi les 60 habitants, 13 sont des enfants, la majorité des foyers sont reliés à Internet. 
Le musée d'histoire locale, présente la géologie de l'île, l'industrie de l'ardoise, la vie des marins, il montre des reconstitutions d'intérieurs de maison, avec des objets usuels et des costumes portés par les femmes et les marins. Il explique les effets des tempêtes
Depuis 1983, le championnat du monde de ricochets se déroule au mois de septembre sur l'île.
En 1996, le Easdale Island Trust est fondé pour coordonner les actions menées sur l'île entre les habitants et le comté d'Argyll and Bute.